# Dale Horvath
Dale (conocido como Dale Horvath en la serie de televisión) es un personaje ficticio de la serie de cómics de The Walking Dead y es interpretado por Jeffrey DeMunn en la serie de televisión estadounidense del mismo nombre. La muerte del personaje fue a finales de la segunda temporada de la serie, a diferencia de los cómics, Dale sobrevive mucho más tiempo. En ambos medios, se demuestra que es el miembro más sabio del grupo de supervivientes, así como su ética primaria.

## Historia
Antes del brote, Dale trabajó como vendedor y estuvo casado durante 20 años con una mujer llamada Irma. Después de sus retiros individuales, los dos habían comenzado a viajar por el mundo juntos en el recién comprado RV de Dale. Durante las etapas iniciales del apocalipsis, Dale la perdió en el brote de zombis.
Antes del brote, Dale trabajó como vendedor y estuvo casado durante 20 años con una mujer llamada Irma. Después de sus retiros individuales, los dos habían comenzado a viajar por el mundo juntos en el recién comprado RV de Dale. Durante las etapas iniciales del apocalipsis, Dale la perdió en el brote de zombis quien fue atacada y mordida por los mismos zombis, durante la trayectoria del brote Dale conoce a Andrea y Amy, a quienes empezó a cuidarlas.
Dale se presenta por primera vez como uno de los sobrevivientes ubicados en el campamento donde se alojan Lori y Carl Grimes, en las afueras de Atlanta, y su RV se convierte en el campamento RV. Al principio, Dale parece agradable pero le revela a Rick que sospecha de Shane, y sospecha que algo está pasando entre Lori y Shane, lo que Rick ignora, bajo la impresión de que Dale es simplemente supersticioso. Más tarde, él evita que Donna sea mordida por un vagabundo, al decapitar al zombi, y revelar que incluso los zombis decapitados no los mata por completo. Más tarde, una noche durante la cena, Dale revela que, durante su viaje a Atlanta por seguridad, había recogido a las hermanas Andrea y Amy. La discusión se interrumpe cuando los zombis atacan el campamento, lo que resulta en la muerte de Amy. Andrea comienza a llorar por ella y Dale le brinda consuelo. Después de la muerte de Shane, Dale revela que siempre supo que algo andaba mal, y que era uno de los pocos antes de la llegada de Rick que quería mudarse. Shane se había negado y Dale solo lo siguió porque Shane era "la ley".
Después de enterrar a Shane, los sobrevivientes partieron en el RV de Dale lejos de Atlanta, en un intento de encontrar un lugar seguro. En el camino, se cruzan con Tyreese y su familia mientras intentan mover un auto fuera de la carretera para que pase el RV. La noche siguiente, Lori le revela al campamento que está embarazada, lo que alarma a Dale, que sospecha que la niña puede ser de Shane, solo para ser acallada por Rick que sospecha lo mismo, pero no quiere pensar así en ese momento. Después de esto, una vez más se ponen en marcha y terminan en una finca que parece ser segura y segura, y pasan la noche. Durante la noche, Donna tropieza con Dale y Andrea teniendo relaciones sexuales. Las sobrevivientes continúan moviéndose hasta que Otis dispara accidentalmente a Carl y terminan en la granja de Hershel, bajo la impresión de que son capaces de quedarse indefinidamente. Durante su estadía, Dale intenta convencer a Andrea de que ha aceptado la muerte de su esposa y quiere dedicarle su tiempo de ahora en adelante.
Después de que el grupo es expulsado de la granja por su mismo dueño Hershel Greene, ya que tenían muchas diferencias acerca de los zombis, pronto descubren una prisión. Después de que el grupo asegura la prisión, Dale es asignado a varias tareas, desde patrullar el área hasta trabajar en la reparación de las cercas. Durante este tiempo Dale comenzó a cuestionarse si Andrea realmente podría amarlo debido a la diferencia de edad que existía entre ellos pero la chica le aseguró que ella lo amaría sin importar nada más. Dale le confesó entonces a la mujer que ella era la única razón por la cual él seguía vivo y entonces la chica le dijo que ya solamente contaban el uno con el otro. Cuando las hijas de Hershel Greene aparecieron muertas en la barbería de la penitenciaría y sin Rick para imponer orden, Dale ayudó a Lori a encerrar a los sospechosos y finalmente cuando el asesino atacó a Andrea, la ayudó a limpiar las heridas que este le había ocasionado y luego trató de persuadirla de abandonar al grupo y buscar un sitio mejor para ambos. Dale comienza a cambiar su viejo equipo de campista por atuendos de prisión como los otros supervivientes, y ayuda a Rick a buscar bloques y finalmente, descubren el generador de la prisión. Dale luego comienza a vigilar a todos, incluidos los hijos de Allen, Ben y Billy, mientras su padre está en agonía. Después de presenciar varias situaciones dramáticas dentro del grupo, ya que Allen muere, Dale forma un comité de liderazgo con Tyreese y Hershel. El comité desempodera a Rick debido a su pobre liderazgo. Dale y Andrea finalmente se convierten en padres adoptivos de los hijos huérfanos de Donna y Allen, los gemelos Billy y Ben.
Con el tiempo, Lori se pone de parto. Para mantener el generador en marcha, Dale y Billy se dirigieron al estacionamiento para repostar el generador. Durante esta tarea, Dale es mordido por un zombi y solo es rescatado por poco de la llegada de la banda, que rápidamente lleva a Dale a la prisión para amputarle la pierna para que no se convierta en un zombi. La pierna está amputada correctamente y Dale se recupera. Cuando la paz y la estabilidad regresan a la prisión, Dale comienza a sospechar que Andrea se está enamorando de Tyreese, debido a su edad juvenil y la capacidad de usar su pierna derecha. La pierna perdida de Dale es reemplazada por una clavija de madera, gracias a Andrea y Tyreese; Después de pedirle a Tyreese que los deje en paz, Dale le informa a Andrea que ya no necesita estar con él y que puede estar con Tyreese. Ella le asegura a Dale que siempre lo amará. Más tarde ese día, la paz termina con la llegada del Gobernador y los hombres de la ciudad de Woodbury. Dale y Andrea juran proteger a los gemelos, pase lo que pase. Durante el ataque, Dale atiende a una Andrea herida y toma la decisión de mudarse temporalmente de la prisión, acompañado por Glenn y Maggie, para proteger a Billy y Ben.
Dale, Andrea, Maggie, Glenn, Sophia y los gemelos se mudan a la granja de Hershel, donde Dale tiene la intención de vivir el resto de su vida en paz. Su desconfianza de Rick está en su apogeo. La llegada de tres extraños, Abraham Ford, Rosita Espinosa y Eugene Porter, lo impulsa a seguirlos con la esperanza de llegar a Washington D. C. por una posible cura, ya que Eugene decía ser un científico. El grupo trata de buscar un refugio en la iglesia de Gabriel Stokes un sacerdote que les da refugio, pero desafortunadamente, la tragedia golpea una vez más cuando se despierta un psicópata niño Ben y asesina a Billy y Carl dispara a Ben en represalia. Eugene revela que no era un científico que solo lo hizo para ir a Washington con la esperanza de vivir en un lugar más fortificado. Devastado por el dolor de las muertes de Ben y Billy, Dale baja la guardia durante un ataque zombi y es mordido. Él esconde su herida para proteger a Andrea de más dolor. Cuando cae la noche, abandona la furgoneta y desaparece en el bosque, solo para ser secuestrado por los misteriosos cazadores caníbales. Cuando Dale se despierta, Chris se presenta y le dice a Dale que se lo estaban comiendo pieza por pieza. Sin embargo, Dale tiene la última risa, ya que ya está infectado y espera transmitir la enfermedad a los cazadores. Furiosos, los caníbales lo golpearon y trataron de inducir el vómito. Luego dejan el cuerpo inconsciente de Dale frente a la iglesia del Padre Gabriel para usarlo como carnada.
Dale es llevado a la iglesia por los otros sobrevivientes, y es acostado en una cama. Mientras se muere en la cama, Dale explica el motivo por el que escondió su mordida a Andrea, y hace las paces con Rick, agradeciéndole. A ese mismo tiempo el grupo se dirigen donde los cazadores caníbales y los asesinan a sangre fría, pese a sus suplicas. Dale admite que si bien es fácil para el grupo culpar a Rick por muchas de las muertes que ocurrieron, también tienen que darle crédito por estar vivo. Más tarde esa noche, Dale fallece y Andrea le dispara en la cabeza para evitar que gire. Más tarde, mientras los sobrevivientes queman su cadáver frente a la iglesia, Rick recuerda a Dale con cariño y admite que tal vez Dale fue el más fuerte de todos ellos por mantener su humanidad hasta el final.
La muerte de Dale deja un impacto significativo en Andrea, ya que a menudo usa el sombrero de Dale en memoria de él. En un momento dado, el dolor que ella lleva la lleva a contemplar hablar con el sombrero en un intento por alcanzarlo en el más allá, sin embargo, se da cuenta de que su presencia no está con ella y opta por ello. Su dolor continuo finalmente lo envía ella en los brazos de Rick.

## Adaptación de TV

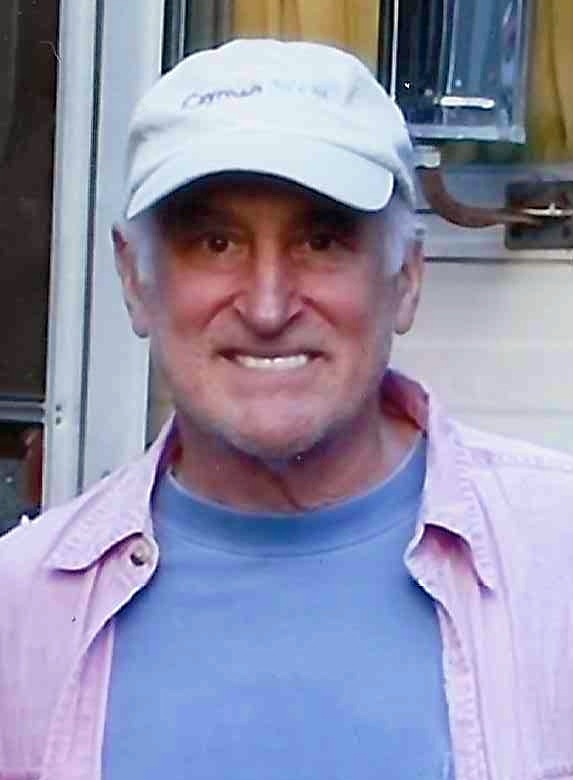
El actor Jeffrey DeMunn interpretó a Dale Horvath durante la primera y la segunda temporada.

### Primera Temporada
Dale habían planeado pasar su jubilación viajando por el país con su esposa Irma en su Automóvil recreativo, su esposa posteriormente falleció de cáncer. Viajando por su cuenta, se encuentra con Andrea y Amy durante el holocausto zombi y las salva de morir a ambas. Con el tiempo, él, Andrea y Amy forman y gran vínculo de amistad  y encuentra una gran amistad con ellas, ya que ellas lo ayudan a superar la muerte de su esposa Irma. A lo largo de la primera temporada, Dale se demuestra que es un hombre autosuficiente, siempre vigilando el campamento del grupo de supervivientes. También ofrece el grupo con una variedad de comodidades modernas para que su situación sea más llevadera.[cita requerida]
Dale aparece por primera vez en el episodio estreno de la serie "Days Gone Bye", en la que aparece con Amy en el campamento de los supervivientes fuera de Atlanta, escuchando las llamadas de Rick en la radio. En el episodio "Guts", Dale mantiene en vigilancia el campamento desde el techo de su Autocaravana, y cuidando a Carl mientras Lori en búsqueda de alimentos, y más tarde recibe una llamada de radio de T-Dog y el resto del grupo en Atlanta. En el episodio "Tell It to the Frogs", Dale saluda a Rick y a los demás cuando regresan al campamento, y ayuda a Glenn a apagar la alarma del coche del cual huyó. En el episodio "Vatos", Dale se percata ante las quejumbrosas acciones de Jim quien esta cavando agujeros inexplicablemente en la ladera, con lo que Shane, Lori, y los demás hablan con él. Jim no puede explicar por qué él está cavando, pero dice que fue a causa de un sueño que tuvo. Más tarde, el campamento es atacado por los caminantes, y Amy es uno de los miembros del campamento que muere durante ese acto. Jim entonces recuerda su sueño y por qué él cavó los agujeros para enterrar a los muertos. En el episodio "Wildfire", Daryl Dixon y Dale quieren matar a Jim después de que todo el grupo se enteró de que fue mordido por un caminante durante el ataque, pero Rick lo impide. Dale intenta consolar a Andrea después de la muerte de su hermana diciéndole lo mucho que tienen los dos de ellos para cuidar de significado sobre ella. Dale testificó cuando Shane intento matar a Rick, pero no dice nada a los demás. El grupo decide viajar a la CDC, y cuando Autocaravana de Dale se descompone en el camino, Jim se queda atrás como última voluntad de este. En el episodio final de temporada "TS-19", se encuentran con la relativa estabilidad en el CDC por un breve tiempo antes de que el edificio se revela que al terminar su energía se iba a detonar. Dale está dispuesto a permanecer con Andrea y morir con ella cuando ella se niega a irse, pero ella está convencida en el último segundo Dale escapan del CDC momentos antes de estallar.

### Segunda Temporada
En el estreno de la segunda temporada "What Lies Ahead", Dale está muy preocupado por el bienestar de Andrea después de su intento de suicidio, negándose a dar la espalda al uso de un arma. Al mismo tiempo, él está profundamente ocupado en la búsqueda de la hija de Carol, Sophia, y este lo demuestra cuando algunos miembros del grupo no querían buscarla y seguir viajando, acto seguido en el que este tuvo que fingir que su Autocaravana se descompuso (de modo que la búsqueda de ella sería su enfoque principal). En el episodio "Bloodletting", Dale cree que T-Dog ha contraído una infección de la sangre de una herida que se hizo cuando este intentaba ocultarse ante una semejante horda de caminantes, Dale lo ayuda en una búsqueda de antibióticos; Daryl finalmente trae algunos antibióticos a los que su hermano mayor Merle tenía en su alijo de drogas. En el episodio "Save the Last One", Andrea demuestra Dale que sus tendencias suicidas han disminuido, y él le devuelve su arma. En el episodio "Cherokee Rose", Dale y el resto del grupo llegan a la granja de Hershel, y comienzan a acampar allí. Él ayuda al grupo a tratar de sacar a un caminante de un pozo, pero el plan fracasa. En el episodio "Chupacabra", Andrea confunde a Daryl como un caminante, y lo hiere a pesar de las advertencias de Dale. En el episodio "Secrets", la desconfianza de Dale hacia Shane empieza a crecer a medida que se da cuenta de un comportamiento cada vez más perturbado de Shane y Dale lo ve como una peligrosa influencia que está ejerciendo sobre el grupo (más notable en Andrea). Dale enfrenta a Shane, pero Shane amenaza a Dale. En el final de mitad de temporada "Pretty Much Dead Already", Dale habla con Hershel sobre el problema de los caminantes que tenían ocultados en el granero y que estaba poniendo en riesgo al grupo pero Hershel llega a un desacuerdo con Dale, sin embargo Dale no se opone a los ideales de Hershel. Sin embargo Shane comienza a revelarse en contra de Hershel ordenando al grupo a matar a los caminantes ocultos en el granero, acto seguido en el que Dale trata de ocultar las armas del grupo, pero Shane las encuentra en el pantano y las recupera a pesar de que Dale para lo amenaza. Volviendo a la granja con las armas, Shane abre el granero que Hershel se escondía a los caminantes, y masacran a disparos a todos los caminantes. En el episodio "Nebraska", Dale mantiene un ojo en Shane y le advierte a Lori sobre sus sospechas de que Shane mató a Otis. En el episodio "Triggerfinger", Dale le dice a Andrea que siente que Shane es peligroso, pero ella no le cree. En el episodio "Judge, Jury, Executioner", Dale pone sus asuntos con Shane a un lado cuando se trata de lidiar con el destino de un extraño (Randall). A pesar de los esfuerzos por evitar que el grupo asesine al forastero, que está en minoría y disgustado con "la supervivencia del más apto" del grupo de mentalidad. Durante la noche, se pasea alrededor de la granja sólo para ser emboscado y destripado por un caminante extraviado. En un gran dolor y herido de muerte, Daryl le dispara en la cabeza "Matándolo de manera misericordiosa" para así evitar su zombificación - una acción que Dale parece aprobar, mientras levanta la cabeza para que Daryl le dispare. (En "Wildfire", Dale apoyó el consejo de Daryl para acabar con Amy y Jim, que habían sido mordidos por los caminantes, pero aún no había muerto, en contraste con Rick, quien había dicho: "Nosotros no matamos a los vivos").

## Desarrollo

### Casting
Jeffrey DeMunn interpreta a Dale en la primera temporada de The Walking Dead. DeMunn había aparecido en casi todas las películas de Frank Darabont en el momento en que fue seleccionado como miembro del elenco. Leonard Pierce de The A.V. Club en su revisión en "Guts", notes that Dale's RV "señala que la RV de Dale "forma el centro de las actividades del grupo". Pierce señala en su reseña de "Tell It to the Frogs" que en el campamento, "el nivel de tensión es obvio; solo Dale es como una voz de sabiduría, mientras que las pequeñas cosas como el brillo de un fuego pueden desencadenar una confrontación que nunca se eleva al nivel de los gritos, sino que tiene un asesinato debajo de ella." John Serba de [The Grand Rapids Press] en su reseña de "Vatos" llamó a Dale "profundo discurso en la hoguera", sobre la importancia de por qué él hace un seguimiento del tiempo, parafraseando a Faulkner, una de las partes más memorables del episodio. En su reseña de "Wildfire", Leonard Pierce habla de la escena en la que Dale ve a Shane apuntando con su rifle a Rick, comentando que "cuánto ve Dale, y cuánto pierde la confianza en él por eso, es una pregunta desagradable y desagradable". Pierce, en su reseña del primer final de temporada "TS-19", comentó que "supongo que se podría argumentar que la relación entre Dale y Andrea también se profundizó, pero fue tan rápido que pareció un poco superficial". Alan Sepinwall de [HitFix] describió las actuaciones de Jeffrey DeMunn y Laurie Holden  eran "geniales" durante la escena en la que Dale encontró un forma de convencer a Andrea de no darse por vencida y morir. Sin embargo, sí notó que mientras Dale se quedaba para Andrea, "ningún otro esfuerzo fue hecho por nadie más por Jacqui, quien nunca tuvo ningún desarrollo de personaje y estuvo allí principalmente por lo que alguien del grupo podría morir con Jenner ".
Frank Darabont, quien dejó el programa antes de la segunda temporada, había planeado originalmente para el estreno de la segunda temporada incluir un flashback que mostrara cómo Dale conoció a Andrea y Amy. Hank Stuever de The Washington Post, en su reseña del estreno de la segunda temporada "What Lies Ahead", cita el retraso de Dale al decirle al grupo que ha arreglado el radiador de la RV para mantenerlos enfocados en encontrar a Sophia como un ejemplo de lo que es el núcleo del espectáculo: "el mundo está destruido, y cada episodio parece como si estuviera evitando la inevitable desaparición de todos". Zack Handlen de The A.V. Club llamó a la revelación de que Dale estaba fingiendo trabajo en la RV "genial, porque es un giro que encaja bien con su personaje, y también lo hace más agradable". Handlen consideró la escena con Andrea enfrentando a Dale acerca de sus acciones en el CDC "una escena buena y carnosa para los dos. Andrea todavía desea que le hayan permitido morir, y Dale (que es probablemente el mejor personaje del programa en este momento) se niega a permitir que alguien muera si puede evitarlo. Es un argumento que no nos dice qué lado elegir, y le da a Andrea algunos argumentos fuertes, argumentos que van seguir siendo problemas para todos los personajes del espectáculo: ¿realmente vale la pena seguir con vida en este tipo de infierno? "" Scott Meslow de The Atlantic en su reseña de "Bloodletting" se quejó de la" confrontación irritante y repetitiva "entre Andrea y Dale sobre la negativa de Dale a dejar que Andrea se suicidara: " Los dos personajes discutieron y discutieron, diciendo las cosas"—"Salvé tu vida "versus" fue mi elección hacer"—en cuatro o cinco formas diferentes". Mientras tanto, Catherine Gee de The Daily Telegraph dio la bienvenida a la presentación de Hershel, el "nuevo y sabio chaval Hershal (el veterinario) para rivalizar con nuestro viejo y sabio chap Dale". El periodista Andrew Conrad de The Baltimore Sun comentó en su reseña de Save the Last One que la relación entre Dale y Andrea "sigue actuando como la de un padre dominante y su hija adolescente helada". En su reseña de "Cherokee Rose",Conrad identifica el El "mejor abrazo" se produce cuando Rick se reúne con Dale, llamándolo  "La Bebé Ruth de los abrazos". Darren Franich de Entertainment Weekly señaló una falla en el razonamiento de Dale de que el grupo necesario para eliminar al zombi del pozo sin contaminar el agua: "No estoy seguro de cómo un par de meses de carne de zombi pustulosa e inocua que no haya contaminado el agua, pero supongo que se puede hervir".
Robert Kirkman comentó que Shane posiblemente estaba involucrado en dos triángulos amorosos en "Secrets",diciendo "La relación entre Dale y Andrea en realidad no ha florecido todavía, como ocurrió en el serie de cómics. Pero ciertamente hay indicios de que eso puede ser algo en el horizonte. Entonces, sí, si tienes una relación, ¡a Shane le gustaría arruinarla!" Los críticos aplaudieron la creciente relación entre Andrea y Shane, así como la confrontación de Dale con Shane. A pesar de describirlos como un "emparejamiento improbable", Scott Meslow de The Atlantic afirmó que era superior a la historia entre Andrea y Dale. "Hay algo que decir para la cita post-apocalíptica ocasional, que permite que dos personajes que han experimentado casi nada más que desdicha tengan, aunque sea por un momento, algo que se parece a la alegría", expresó. Meslow replicó que era prudente subestimar la cita entre Shane y Andrea, lo que predijo que no conduciría a nada serio. Escribiendo para Cinema Blend, Nick Venable escribió: "La falta de rasgos de personalidad de Dale, más allá de ser el sabio sabio que se involucra en los asuntos de todos, lo convierte en un enemigo impredecible en mi libro. y podría ser tan interesante como el violento egoísmo de Shane."  Morgan Jeffrey de Digital Spy comentó que Shane continuó siendo un personaje interesante; "Justo cuando empezábamos a gustarle de nuevo, asesinó a Otis a sangre fría. Y parece que su espiral descendente está programado para continuar —está amenazando al pobre Dale y se está embarcando en un asunto mal aconsejado con Andrea."
Robert Kirkman respondió a la crítica de que el plan de Dale para esconder todas las armas en "Pretty Much Dead Already" fue un plan terrible: "¡Nadie es perfecto! Y, mira, es muy importante en este mundo mostrar a la gente. cometer errores. Dale tenía las mejores intenciones y estaba tratando de hacer que una situación difícil desapareciera en cierta medida. Pero, sí, no es el movimiento más inteligente." Kirkman también comentó más sobre la relación de Dale con Andrea: "Es una relación muy matizada que exploraremos mucho en los próximos episodios. Él es paternal con ella, pero a veces es un poco dominante y la ha apartado. También tiene que recuperarse". Ella también tiene que reconocer las diferentes cosas por las que ha pasado y lo que informa estas decisiones, y si las reconcilia o no se reconciliarán queda por ver ". Zack Handlen de The A.V. Club comentó en su reseña del episodio que "el conflicto Dale / Shane se intensifica para impulsar los momentos finales del episodio". No importa que Dale no tenga suficiente confirmación de sus sospechas para asustarse tanto como para asustarse, o que el resultado de su aparente reacción exagerada es hacer que se vea como el peligroso, en lugar de a Shane. Lo que importa para los escritores es poner la escena en su lugar, justificada o no ". Starlee Kine de la revista New York  se preguntaba "de qué diablos está hablando Dale cuando le pregunta a Shane:" ¿Crees que esto nos mantendrá a salvo? "No es como si hubiera atrapado a su mamá fumando y está escondiendo su cesto de cigarrillos por su propio bien." Alan Sepinwall de [HitFix]  llegó a la conclusión de que "nada bueno iba a ser el de esconder todas sus armas" en una parte remota del pantano. En este caso, tiene suerte de que Shane lo esté siguiendo". El periodista Nate Rawlings  de Time comentó que "Dale pasó de ser un viejo estadista sabio a curioso y ahora se pliega como un traje barato cuando Shane exige que le devuelvan las armas". Gina McIntyre de Los Angeles Times agregó que "si le hubiera disparado a Shane, probablemente hubiera evitado la masacre en la granja". Escribiendo para [The Grand Rapids Press], John Serba opinó que la "incomodidad de Dale-Shane" era "simplemente una locura sin sentido"
Morgan Jeffrey de Digital Spy complementó la actuación de Bernthal en "Nebraska", mientras que Josh Wigler de MTV celebró su escena con DeMunn. Wigler resumió: "Jon Bernthal y Jeffrey DeMunn son probablemente los mejores actores de  The Walking Dead , y sus interacciones cada vez más tensas han sido un punto culminante en los episodios recientes.   'Nebraska' no fue una excepción, con Shane dando Dale un poco de información sobre 'Barnageddon' y por qué hizo lo que tenía que hacer ". Zack Handlen escribiendo para The A.V. Club comentó en su revisión de "Triggerfinger" que "a Dale le fue bien por un tiempo, pero ahora está en esta búsqueda para sacar a Shane del grupo, y eso es todo lo que ya tiene ".

### Muerte
En el episodio "Judge, Jury, Executioner" la muerte de Dale, quien es atacado y desgarrado por un caminante. Dado que el escritor Robert Kirkman sintió que Dale personificaba un carácter de moralidad y humanidad, gran parte de "Judge, Jury, Executioner" explora temas relacionados con la disminución de la moralidad de las personas durante un evento catastrófico. Kirkman proclamó que la muerte de Dale fue una ocasión trascendental, que en última instancia marca un punto de inflexión para el desarrollo futuro de The Walking Dead. "El personaje que Dale tiene ha sido el corazón y el alma del espectáculo ", iteró. "Definitivamente es la brújula moral. Es el tipo que, más que nadie, ha estado advirtiendo a las personas que tengan cuidado en cómo dejas que este mundo te cambie y que vigile cuánto tiempo va a sobrevivir la gente. Su pérdida significará mucho para todos los personajes en el programa y definitivamente va a representar un giro hacia un espacio más oscuro. Su muerte significa mucho." Kirkman agregó que era difícil liberar a DeMunn del reparto. Dijo: "Es desgarrador perder a Jeffrey DeMunn. Realmente nos ha dado mucho, estas últimas dos temporadas en el programa. Ha sido increíble trabajar con él y conocerlo y él es un tipo increíble y definitivamente lo vamos a extrañar."
Sin embargo, en una entrevista de 2018 con [The Plain Dealer],  DeMunn dijo que había pedido que maten a Dale, luego de la decisión de AMC de despedir a Frank Darabont  del show. DeMunn se había hecho amigo de Darabont después de haber lanzado las películas anteriores de Darabont. DeMunn dijo: "Estaba furioso por la expulsión de Frank del programa. Pasé una semana sin poder respirar por completo. Y luego me di cuenta: 'Oh, puedo renunciar'". Así que los llamé y les dije: 'Es un espectáculo de zombis. Mátame. No quiero seguir haciendo esto'. Fue un inmenso alivio para mí".
En la serie de cómics, Dale sobrevive mucho más tiempo y entra en una relación sexual con Andrea. Kirkman afirmó que era necesario que los escritores se distanciaran del desarrollo del personaje televisivo de Dale en el cómic: ""He hablado muchas veces de cuánto me gusta la diferencia entre los cómics y el show. para ser una trama grande a la que no necesariamente podemos llegar, como el romance entre Dale y Andrea. Si crees que realmente quieres leer esa historia, eso está disponible en los cómics, y te recomiendo encarecidamente que los captes. siempre va a ser un animal diferente y la decisión de matar a Dale fue grande y no se hizo a la ligera."
La muerte de Dale fue adulada por comentaristas, quienes afirmaron que era una escena espantosa y emocional. Scott Meslow de The Atlantic sugirió que debido a su muerte, The Walking Dead adoptó una filosofía más oscura y siniestra. Afirmó: "En términos generales, su muerte marca la muerte de una cierta moralidad en el programa y el abrazo de una filosofía que es algo más cruel y oscura. Dale, a diferencia de cualquiera de los otros sobrevivientes, mantuvo su humanidad hasta el final de su vida". vida despierta—pero incluso él no podía elegir no volver como algo amoral e inhumano. En un mundo que parece totalmente incapaz de mejorar, es una señal no muy tranquilizadora de que las cosas empeorarán." Gina McIntyre de Los Angeles Times hizo eco de los pensamientos: "Es Dejó a Daryl para dispararle al hombre para acabar con su sufrimiento, que es profundamente demasiado malo. Sin Dale para plantear todas esas inquietantes preocupaciones sobre hacer lo correcto, el apocalipsis zombi o ningún apocalipsis zombi, temo por el futuro de este mundo infestado de caminantes".
Zack Handlen y Kimberly Potts de Calgary Herald pensaron que estaba entre los momentos impactantes de la serie,, mientras que Molly Friedman de Wetpaint expresó que estaba "fascinada por el asombroso ataque [...] y llena de tristeza , como la pandilla original vio a su amigo morir una muerte lenta y dolorosa".
Handlen comentó: "Es una escena impactante, en parte por su gore directo, y en parte por la expresión de asombro e incomprensión en la cara de Dale. [...] Aquí esta el tipo de secuencia que necesita el programa. También hay poco sentido de peligro en este momento." Verne Gay de Newsday describió la secuencia como "violenta" y en última instancia, resumió que la ausencia de DeMunn se sentirá como la mostrar progresa. Sin embargo, Cyriaque Lamar de io9 profesó que los escritores deberían haber cancelado a Dale de una manera más respetable; "Esa no era la forma de deshacerse del personaje más molesto del programa. La cualidad redentora de Dale era su habilidad para culpar a todo el mundo de pagar el servicio de los labios al estado de derecho; su debilidad era su ingenuidad. Tener un escape de matar a Randall habría ofrecido alguna simetría poética. No voy a extrañar a este personaje, pero él merecía una despedida mejor." El periodista Nate Rawlings de la revista Time  sacó alusiones del ataque de Dale al título del episodio, comentando que "cuando el zombi solitario que vemos en este episodio desgarra el estómago de Dale, derramando el contenido de su cuerpo en el suelo frío, recordamos que los caminantes son los jueces, son el jurado, y este en particular fue el verdugo más brutal ". Aunque se sorprendió por la secuencia, Eric Goldman de IGN atacó el desarrollo anterior de Dale en el episodio, opinando que era desagradable. Handlen sintió que el desarrollo del personaje de Carl Grimes era más estable que desarrollos similares en el episodio; "Usar a Carl para resolver el complot del episodio y hacer que él sea semi-responsable de la muerte de Dale, tiene una pulcritud satisfactoria y sirve como un recordatorio de que, a pesar de su conversación, Rick y el grupo no tienen idea del impacto que tendrán sus elecciones." Josh Jackson de Paste comentó sobre la reacción de Carl ante la muerte de Dale, diciendo que a pesar de un cambio gradual a un oscuro naturaleza, "se da cuenta [...] de que todavía es un niño".